# ماریان سیمیون
ماریان سیمیون (انگلیسی: Marian Simion؛ زادهٔ ۱۴ september ۱۹۷۵ (۴۹ سال)) ورزشکار بوکس اهل رومانی است.
وی در مسابقات کشوری و بین‌المللی در مجموع برندهٔ ۲ مدال طلا، ۳ مدال نقره، ۴ مدال برنز شده‌است.